# Contea di Chambers (Alabama)
La contea di Chambers, in inglese Chambers County, è una contea dello Stato dell'Alabama, negli Stati Uniti. La popolazione al censimento del 2010 era di 34 215 persone. Il capoluogo di contea è La Fayette.

## Geografia fisica
La contea si trova nella parte occidentale dello Stato, al confine con la Georgia. Lo United States Census Bureau certifica che l'estensione della contea è di 1562 km², di cui 1547 km² composti da terra e i rimanenti 15 km² composti di acqua. Il fiume Tallapoosa scorre lungo l'estremità nord-occidentale della contea, e numerosi corsi d'acqua, come il Chikasonoxee, l'Allen, il Chatahospee e l'Osanippa, intersecano l'area. Inoltre, il fiume Chattahoochee scorre lungo il confine orientale della contea.

### Contee confinanti
- Contea di Randolph - nord
- Contea di Troup (Georgia) - est
- Contea di Harris (Georgia) - sud-est
- Contea di Lee - sud
- Contea di Tallapoosa - ovest

## Storia
La contea di Chambers fu creata da un atto della Legislatura dello Stato dell'Alabama il 18 dicembre 1832, dall'ex territorio dei nativi Creek ceduto agli Stati Uniti durante il Trattato di Cusseta del 1832. La contea deve il suo nome a Henry C. Chambers, che fu senatore per l'Alabama. Il primo colono bianco nella contea di Chambers fu Nimrod Doyle, un subagente degli affari indiani che era stato assunto per ispezionare la zona.
La contea di Chambers, come molte aree dell'Alabama prima della guerra civile, prosperava grazie alla coltivazione del cotone. Nel 1851 l'area ricevette una spinta economica con l'arrivo della ferrovia della Montgomery and West Point Railroad vicino alla città di Cusseta. Durante la guerra civile, la confederazione costruì Fort Tyler nella Contea di Chambers per proteggere il ponte della ferrovia e le forniture confederate nella città di West Point, in Georgia, appena oltre il confine della contea. Le forze dell'Unione sequestrarono il forte e distrussero la ferrovia durante la Battaglia di West Point, una delle ultime battaglie della guerra.
La contea subì una recessione economica dopo la guerra civile ma fu rivitalizzata quando degli uomini d'affari e piantatrici locali fondarono due fabbriche tessili nel 1866. Nell'agosto di quell'anno, James McClendon di West Point formò la Chattahoochee Manufacturing Company, e George Huguley fondò l'Alabama and Georgia Manufacturing Company. Entrambi i mulini iniziarono ad essere operativi nel 1869 usando l'energia idrica dal fiume Chattahoochee, ma furono costretti a chiudere temporaneamente nel 1873. Nel 1880 la Chattahoochee Manufacturing Company fu riorganizzata nella West Point Manufacturing, e il mulino gestito dalla società fu ribattezzato Langdale Mill, in onore del suo presidente Thomas Lang. La West Point Manufacturing acquisì l'Alabama and Georgia Manufacturing Company nel 1921. Successivamente vennero aggiunti altri tre mulini a Fairfax, Riverdale e Lanet. I quattro mulini erano noti come "the Valley" ("la Valle") e nel 1980 i cittadini di tre delle quattro città (esclusa Lanett) decisero di unirsi per formare una nuova città: Valley.

## Società

### Evoluzione demografica
Abitanti censiti (migliaia)

Grafico delle fasce di età in base al censimento del 2000.

Secondo il censimento del 2000 la composizione etnica della città è 56,88% bianchi, 43,11% neri, 0,13% nativi americani, 0,19% asiatici, 1,2% di altre razze, e 0,57% di due o più etnie. Il 3,7% della popolazione è ispanica.

## Cultura

### Istruzione
Il sistema scolastico della contea di Chambers impiega attualmente 263 insegnanti che guidano più di 4 372 studenti in 16 scuole. Inoltre, la contea comprende tre scuole private e due scuole incluse nel Lanett City School System.

## Comuni[8]
- Abanda - CDP
- Cusseta - town
- Five Points - town
- Fredonia - CDP
- Huguley - CDP
- La Fayette (capoluogo) - city
- Lanett - city
- Penton - CDP
- Standing Rock - CDP
- Valley - city
- Waverly - town

## Economia
Dalla sua formazione, l'economia della contea di Chambers è legata al cotone, sia a livello agricolo che industriale. Prima della guerra civile, l'area era una comunità agricola dipendente dalla coltivazione del cotone, e in seguito era dedita all'industria tessile. La Chattahoochee Manufacturing Company e la Alabama and Georgia Manufacturing Company furono fondate nel 1866 e nel 1880 la Chattahoochee Manufacturing Company fu riorganizzata nella West Point Manufacturing, il mulino fu rinominato Langdale Mills e divenne il fulcro di una città aziendale. La società aprì villaggi di mulini a Fairfax e Lanett e nel 1921 acquisì l'Alabama e la Georgia Manufacturing, che era stata ribattezzata Riverdale Mill. I prosperosi mulini producevano asciugamani e cotone di anatra, un materiale pesante usato per fare Interfodera. Nel 1965 la produzione della manifattura di West Point divenne quotata nella Borsa di New York. Nello stesso anno la società si fonde con la Pepperell Manufacturing of Maine e nel 1988 ha acquisito la J.P. Stevens Inc. 
Dal 1880 al 1990 la società operava sotto una sola famiglia, i Laniers. Nel 1993 la società cambiò il nome in WestPoint Stevens. Oggi l'azienda è leader nella produzione di biancheria da letto e da bagno.

### Occupazione
La forza lavoro nell'odierna contea di Chambers è divisa tra le seguenti categorie professionali:
- Produzione (25,9%)
- Servizi educativi, assistenza sanitaria e assistenza sociale (16,5%)
- Commercio al dettaglio (11,7%)
- Servizi professionali, scientifici, di gestione, amministrativi e di gestione dei rifiuti (9,5%)
- Costruzione (9,2%)
- Trasporto e magazzinaggio (5,0%)
- Arte, intrattenimento, attività ricreative, alloggio e servizi di ristorazione (4,4%)
- Altri servizi, ad eccezione della pubblica amministrazione (4,4%)
- Finanza, assicurazione, immobiliare, noleggio e leasing (4,3%)
- Informazioni (3,6%)
- Pubblica amministrazione (2,8%)
- Commercio all'ingrosso (1,9%)
- Agricoltura, silvicoltura, pesca, caccia ed estrattiva (0,8%)

## Infrastrutture e trasporti

### Principali strade ed autostrade
Le principali vie di trasporto sono:
- Interstate 85
- U.S. Highway 29
- U.S. Highway 280
- U.S. Highway 431
- State Route 50
- State Route 77

### Aeroporti
Nella contea sono presenti due aeroporti pubblici: il Lanett Municipal Airport e il Valley Airport.